# Club Deportivo Chivas USA 2013
Questa voce raccoglie le informazioni riguardanti il Club Deportivo Chivas USA nelle competizioni ufficiali della stagione 2013.

## Rosa
| N. |                        | Ruolo | Calciatore       |
| -- | ---------------------- | ----- | ---------------- |
| 1  | Stati Uniti (bandiera) | P     | Dan Kennedy      |
| 2  | Stati Uniti (bandiera) | D     | Bobby Burling    |
| 3  | Messico (bandiera)     | D     | Mario de Luna    |
| 4  | Perù (bandiera)        | D     | Walter Vílchez   |
| 5  | Stati Uniti (bandiera) | D     | Carlos Borja     |
| 7  | Stati Uniti (bandiera) | D     | Tristan Bowen    |
| 8  | Messico (bandiera)     | C     | Edgar Mejía      |
| 9  | Stati Uniti (bandiera) | A     | Julio Morales    |
| 10 | Ecuador (bandiera)     | C     | Miller Bolaños   |
| 11 | Stati Uniti (bandiera) | A     | Juan Agudelo     |
| 12 | Stati Uniti (bandiera) | C     | Marco Delgado    |
| 13 | Stati Uniti (bandiera) | C     | Josue Soto       |
| 14 | Messico (bandiera)     | A     | Giovani Casillas |
| 15 | Stati Uniti (bandiera) | C     | Eric Avila       |

| N. |                        | Ruolo | Calciatore        |
| -- | ---------------------- | ----- | ----------------- |
| 16 | Francia (bandiera)     | C     | Laurent Courtois  |
| 19 | Stati Uniti (bandiera) | D     | Jorge Villafaña   |
| 20 | Stati Uniti (bandiera) | C     | Carlos Alvarez    |
| 21 | Stati Uniti (bandiera) | D     | Carlos Bocanegra  |
| 23 | Messico (bandiera)     | D     | Joaquín Velázquez |
| 24 | Stati Uniti (bandiera) | P     | Patrick McLain    |
| 25 | El Salvador (bandiera) | D     | Steve Purdy       |
| 26 | Stati Uniti (bandiera) | D     | Emilio Orozco     |
| 27 | Colombia (bandiera)    | A     | José Erick Correa |
| 28 | Stati Uniti (bandiera) | P     | Tim Melia         |
| 30 | Ecuador (bandiera)     | C     | Oswaldo Minda     |
| 31 | El Salvador (bandiera) | C     | Marvin Iraheta    |
|    | Messico (bandiera)     | A     | José Rivera       |